# Pseudopoda yangae
Espèce
Pseudopoda yangae est une espèce d'araignées aranéomorphes de la famille des Sparassidae.

## Distribution
Cette espèce est endémique du Yunnan en Chine,. Elle se rencontre dans le xian de Pingbian.

## Description
Le mâle holotype mesure 7,5 mm et la femelle paratype 9,7 mm.

## Systématique et taxinomie
Cette espèce a été décrite par Zhang, Zhang et Zhong en 2025.

## Étymologie
Cette espèce est nommée en l'honneur de Si-yu Yang.

## Publication originale
- Zhang, Pan, Zhang, Xing, Yu & Zhong, 2025 : « Species delimitation of newly collected spiders of the genus Pseudopoda (Araneae, Sparassidae) from Honghe Hani and Yi Autonomous Prefecture, Yunnan, China: an integrated morphological and molecular approach. » Zoosystematics and Evolution, vol. 101, no 1, p. 141-171.